# NGC 3867
NGC 3867 је спирална галаксија у сазвежђу Лав која се налази на NGC листи објеката дубоког неба.
Деклинација објекта је + 19° 24' 1" а ректасцензија 11h 45m 29,6s. Привидна величина (магнитуда) објекта NGC 3867 износи 13,3 а фотографска магнитуда 14,2. NGC 3867 је још познат и под ознакама UGC 6731, MCG 3-30-103, CGCG 97-134, PGC 36649.